# Once Around
Once Around (Querido intruso en España) es una película del año 1991, de género comedia dramática y romance, dirigida por Lasse Hallström y protagonizada por Richard Dreyfuss, Holly Hunter, Gena Rowlands y Danny Aiello.

## Argumento
Renata Bella se siente un fracaso en la vida y en su trabajo. Pero cuando Renata asiste a un seminario de bienes raíces, finalmente conoce a su alma gemela. Sam Sharpe es un vendedor exitoso pero es bastante mayor que ella. Renata queda cautivada por su exuberante estilo y excéntrica naturaleza. Estas características que ella encuentra encantadoras, serán la razón de conflictos cuando Sam conozca a la familia Bella, especialmente con su padre Joe y la dejarán a Renata atrapada en el medio.  

## Reparto
- Richard Dreyfuss como Sam Sharpe.
- Holly Hunter como Renata Bella.
- Danny Aiello como Joe Bella.
- Laura San Giacomo como Jan Bella.
- Gena Rowlands como Marilyn Bella.
- Roxanne Hart como Gail Bella.
- Danton Stone como Tony Bella.
- Tim Guinee como Peter Hedges.
- Greg Germann como Jim Redstone.
- Griffin Dunne como Rob.
- Cullen O. Johnson como Sonny.
- Joan Gay como la tía.
- Lou Criscuolo como el tío.